# 3-(4,5-Dihydroxy-2-nitrophenyl)-2-oxopropansäure
3-(4,5-Dihydroxy-2-nitrophenyl)-2-oxopropansäure ist eine chemische Verbindung und ein einfaches Benzol-Derivat bzw. ein Derivat von Brenztraubensäure.

## Gewinnung und Darstellung
3-(4,5-Dihydroxy-2-nitrophenyl)-2-oxopropansäure wird aus 4,5-Dihydroxy-2-nitrobenzaldehyd (1) und Acetamidoessigsäure (2) synthetisiert. Dazu werden die Edukte in einer Lösung von Natriumacetat in Acetanhydrid unter leichter Kühlung zur Reaktion gebracht werden. Dabei entsteht zuerst ein an einer der Hydroxygruppen acetyliertes Zwischenprodukt (3a bzw. 3b) (Beer et al. konnten die genaue Position der Acetylgruppe nicht feststellen). Die Acetylgruppe sowie der im ersten Schritt gebildete Oxazolidinon-Ring werden im zweiten Schritt mit 1 % HCl hydrolisiert. Neben dem Hauptprodukt (4) entstehen dabei noch Essigsäure und Acetamid.

## Verwendung
3-(4,5-Dihydroxy-2-nitrophenyl)-2-oxopropansäure ist ein Zwischenprodukt in einigen Indol-Synthesen.